# Konrad von Walbeck
Konrad von Walbeck war Burggraf von Magdeburg im 11. Jahrhundert.

## Leben
Konrad war ein Sohn von Friedrich von Walbeck, Burggraf von Magdeburg und Thietberga.
Über seine Person gibt es keine weiteren Informationen.
Er war Burggraf nach seinem Vater (nach 1018).
Sein Nachfolger war Meinfried, ein Sohn von Thietberga aus zweiter Ehe (erwähnt 1073).

## Ehe und Nachkommen
Der Name der Ehefrau ist nicht überliefert. Sie hatten eine Erbtochter
- Mathilde, verheiratet mit Graf Dietrich von Plötzkau.